# Porod u vodi
Pojam porod u vodi odnosi se na porod ili dio poroda koji se odvija u vodi, a obuhvaća razdoblje trudova i izgona koje žena provede, najčešće, u porođajnom bazenu. Porod u vodi dovodi do opuštenijeg, manje bolnog iskustva koje promiče model primaljske skrbi.

## Povijest
U mnogim kulturama porod u vodi je tradicionalni način rađanja. Tako je kod Camash Indijanaca u Kostariki, kod Maora, domorodaca s Novog Zelanda, na Samoanskim otocima kod Australije te na Havajima. Uvidjevši dobrobiti poroda u vodi kako za majku tako i za dijete, mnoga su rodilišta i kuće za porode diljem svijeta uvela mogućnost odabira poroda u vodi. U Europi porod u vodi prvi uvodi u praksu dr. Igor Charkowsky iz Moskve koji od 1963. godine primjenjuje tu tehniku u okviru holističkog psihološkog pristupa rađanju, ali kao neformalnu djelatnost izvan bolničkog sustava. 1970-ih godina u Francuskoj dr. Michael Odent prvi u bolničku djelatnost uvodi porod u vodi, što je 1978. godine prihvaćeno kao komplementarna djelatnost u francuskim rodilištima. Tijekom 1980-ih godina porod u vodi se počinje provoditi i u SAD-u, Engleskoj i Njemačkoj, a od 1990-ih proširio se i u skandinavske zemlje te Austriju, Švicarsku, Češku i Sloveniju. Od 2003. godine porod u vodi omogućen je i u nekoliko rodilišta u Hrvatskoj, a prvi je bio u Klinici za ginekologiju i porodništvo KBC Rijeka gdje je bilo najviše poroda u vodi i gdje je takav porod trenutno jedino moguć u Hrvatskoj.

## Prednosti poroda u vodi
Boravak u vodi tijekom prve faze poroda smanjuje bol te djeluje opuštajuće. Cochrane sustavni pregled iz 2018. utvrdio je da boravak u vodi tijekom prve faze poroda smanjuje potrebu za uporabom epiduralne analgezije i drugih postupaka i lijekova za uklanjanje boli. Manje je dokaza o prednostima boravka u vodi tijekom druge faze poroda. Nema dokaza o povećanim štetnim učincima boravka u vodi tijekom prve ili druge faze poroda.
Nema čvrstih dokaza da porod u vodi smanjuje mogućnost pucanja međice ili perinealne traume. Neki stručnjaci smatraju da položaj tijela rodilje tijekom poroda u vodi te slobodno kretanje tijekom svih porođajnih faza doprinosi smanjenju rizika od pucanja međice te smanjenju potrebe za epiziotomijom.
U stručnom članku iz 2014. objavljeno je da boravak u vodi tijekom prve faze poroda može smanjiti trajanje porođaja, porođajnu bol i upotrebu epiduralne ili spinalne analgezije. Boravak u vodi također je povezan s nižom stopom porođaja carskim rezom i neugodnim simptomima urinarne inkontinencije u razdoblju od 42 dana nakon poroda. Isti članak navodi da se čini da boravak u vodi tijekom poroda ne povećava stopu infekcija za majku ili dijete, a rezultati APGAR -a za novorođenčad slični su onima kod klasičnog bolničkog poroda. Porod u vodi donosi manji stres i za dijete zbog manje promjene temperature pri dolasku na svijet, jer umjesto na hladan zrak, dijete iz plodove vode izlazi izravno u vodu koja je slične temperature. Britanski kraljevski kolegij opstetričara i ginekologa i Kraljevski kolegij primalja objavili su 2006. zajedničko priopćenje kojim podržavaju porod u vodi za zdrave žene s nerizičnom trudnoćom, ali ga ne preporučuju u slučajevima komplikacija u trudnoći.
Hrvatsko društvo za ginekologiju i opstetriciju (HDGO) također podržava praksu poroda u vodi te ga preporučuje rodiljama čiji je tijek trudnoće uredan, uz određene uvjete koji ovise o rodilištu u kojemu se planira porod u vodi.

## Rodilišta i porod u vodi
Većina bolnica ne nudi mogućnost poroda u vodi zbog dodatnih izazova koje predstavlja ovakva vrsta poroda. Iako je dokazano da boravak u vodi pri porodu umanjuje bol te smanjuje učestalost korištenja epiduralne analgezije, ne postoje medicinski razlozi zašto bi buduća majka trebala birati porod u vodi. Nadalje, dodatni izazov bolnicama koje omogućuju porode u vodi predstavlja i nemogućnost dobrog praćenja poroda kao i uočavanja potencijalnih komplikacija s obzirom na to da se majka nalazi u vodi. Stoga se većina poroda u vodi obavlja kod kuće, što u Hrvatskoj nije zakonski regulirano. Moderne bolnice sve više nude alternativne načine poroda pa tako i porod u vodi uz prisustvo odabrane osobe. U Hrvatskoj kade za porod u vodi ima nekoliko rodilišta: KBC Rijeka, KBC Osijek, KBC Split, KBC Sestre milosrdnice. Kade za porod u navedenim rodilištima ne koriste se osim u KBC Rijeka.

## Bazen ili kada za porod
Bazen (ili kada) za porode je posebno dizajniran spremnik s vodom u kojemu žene mogu boraviti tijekom poroda. Bazeni za porod rade na istom principu kao i kupaonske kade, ali se razlikuju od njih uglavnom dubinom i širinom te omogućavaju veću slobodu kretanja, što se smatra važnim čimbenikom pri porodu. Bazen za porod može biti fiksan ili prijenosan. Fiksni bazeni, tzv. kade za porod, nalaze se u nekim rodilištima i kućama za porode, a prijenosni bazeni se koriste kod kućnih poroda. 

### Karakteristike
Uobičajene kupaonske kade ne pružaju dovoljno prostora ženama da se udobno kreću i isprobavaju različite položaje u porodu, poput čučnja ili klečanja, a nisu dovoljno duboke za stvaranje uzgona. Kako bi se stvorio osjećaj bestežinskog stanja kroz uzgon, voda bi trebala biti u visini iznad grudi u sjedećem položaju a prikrivati trbuh kad je žena u čučnju, naslonjena preko stranice bazena ili kleči uspravno u bazenu i sjedi na petama.
Originalni okrugli bazen za porod osmislio je dr. Michel Odent, a počeo se koristiti za porode u bolnici Pithiviers (Francuska) početkom osamdesetih godina prošloga stoljeća. Bazen je bio promjera dva metra i dubine 60 centimetara, dovoljno velik da primi dvije osobe i spriječi ometanje tijekom poroda. Suvremeni porođajni bazeni nešto su manji, promjera između 110 i 150 centimetara i dubina vode je najmanje 50, a prosječno 56 cm. Temperatura vode u bazenima za porod je oko 37°C.